# Tormantos
Tormantos is een gemeente in de Spaanse provincie en regio La Rioja met een oppervlakte van 11,07 km². Tormantos telt 145 inwoners (1 januari 2016).

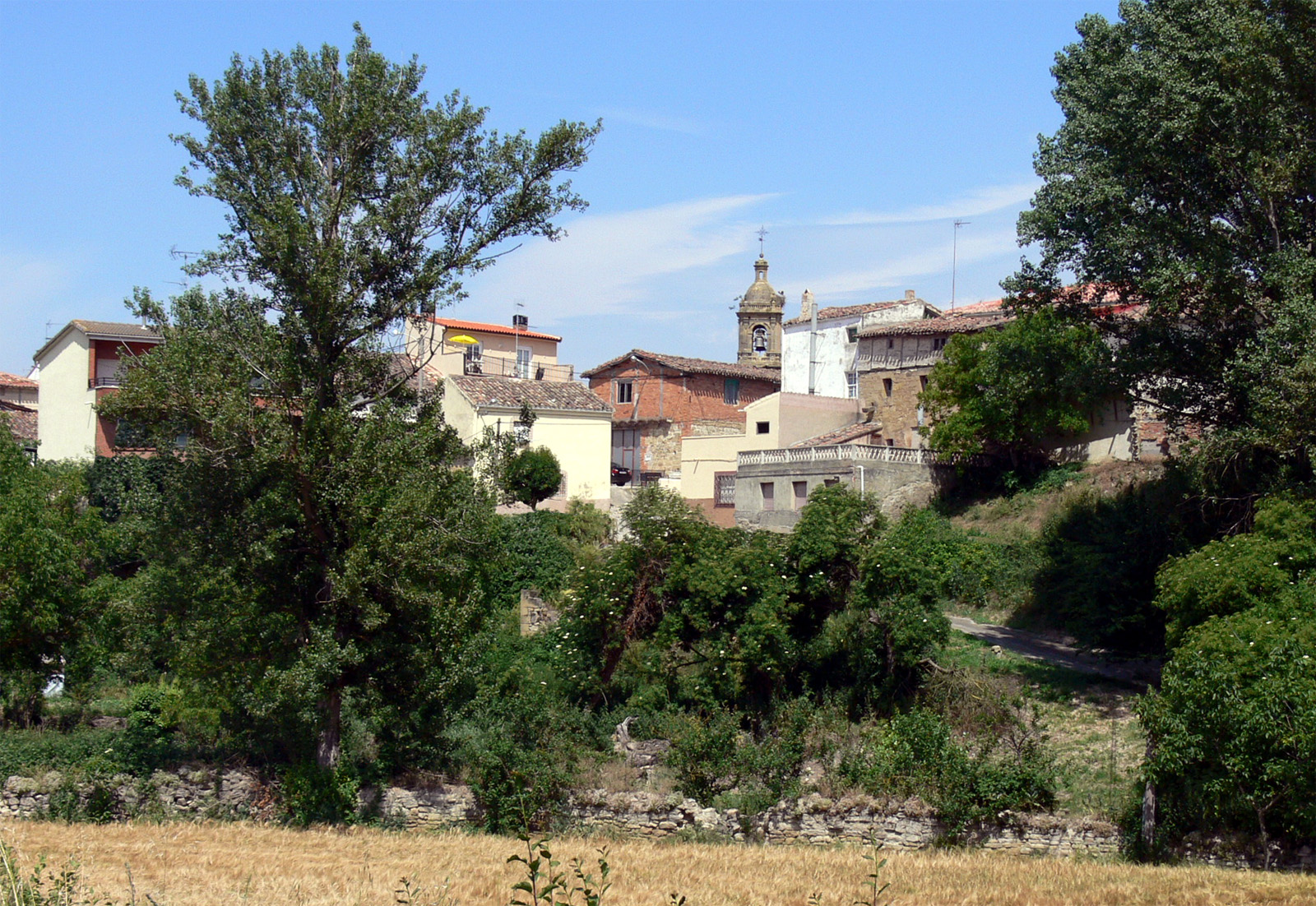
Tormantos
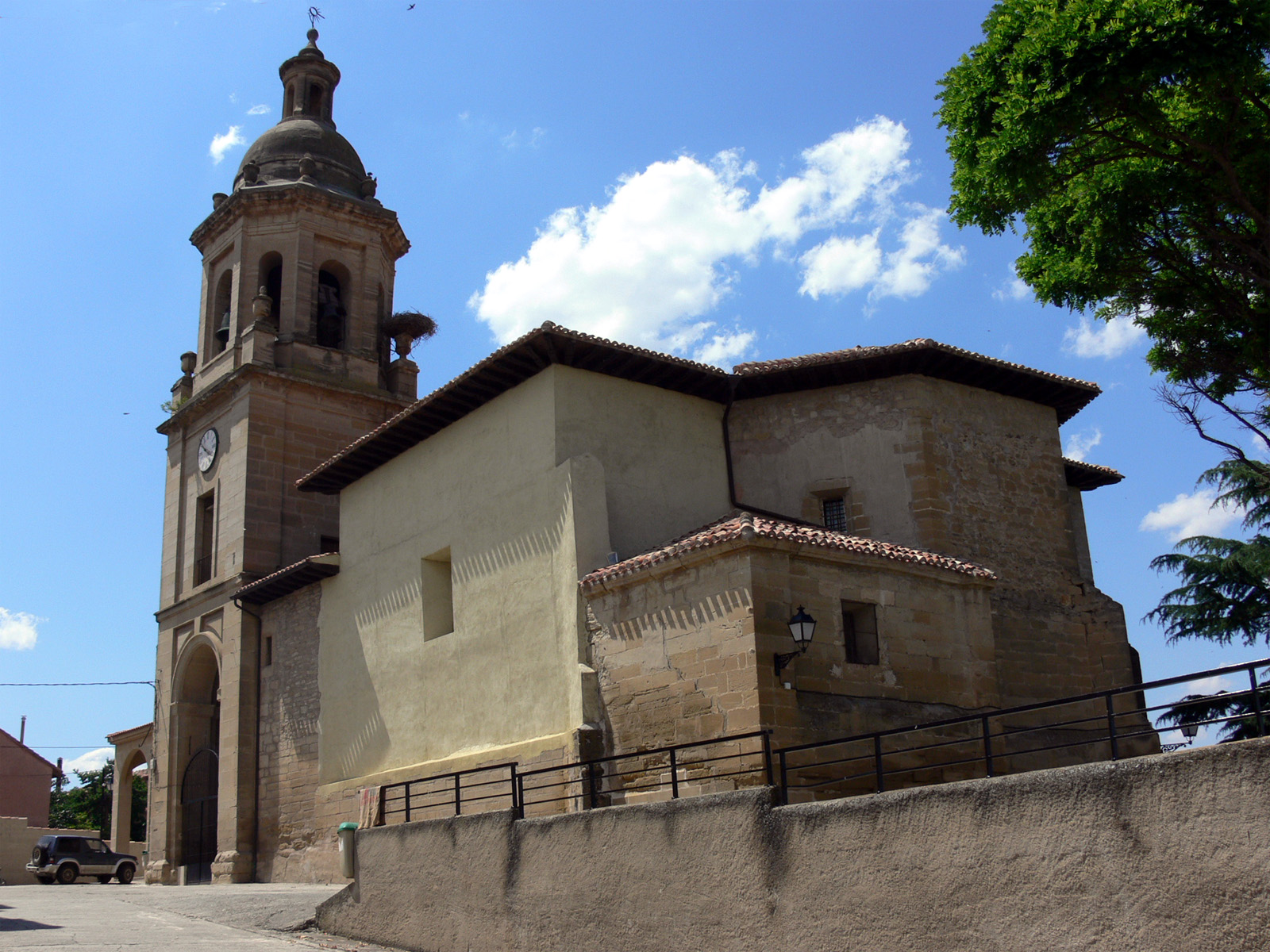
Kerk van San Esteban

## Demografische ontwikkeling
Bron: INE, 1857-2011: volkstellingen